# Zespół Sandifera
Zespół Sandifera – zespół napadowych zaburzeń ruchowych o nieznanym mechanizmie, występujący u dzieci z przepukliną rozworu przełykowego i refluksem żołądkowo-przełykowym, polegający na występowaniu długotrwałych lub przemijających napadów kręczu szyi, doprowadzający do przeprostu szyi i przyjmowania pozycji opistotonus.
Szacuje się, że objawy zespołu występują u około 1% dzieci z refluksem żołądkowo-przełykowym i jego objawy pojawiają się najczęściej pomiędzy 16 i 36 miesiącem życia.
Charakterystyczną cechą jest, że stopień nasilenia przeprostu koreluje z ciężkością refluksu żołądkowo-przełykowego i zaburzenia ruchowe pojawiają się  przy spadku pH poniżej 4,0.
Przyjmowanie pozycji opistotonus występuje także w ciężkich schorzeniach wieku dziecięcego, takich jak mózgowe porażenie dziecięce i encefalopatia wieku dziecięcego.
Diagnostyka różnicowa opiera się na stwierdzeniu w badaniu radiologicznym z barytem cech refluksu. Po wprowadzeniu odpowiedniego leczenia refluksu, objawy zespołu Sandifera wycofują się.